# Позняков, Александр Александрович
Алекса́ндр Алекса́ндрович Позняко́в (1919—2004) — полковник КГБ СССР, участник Великой Отечественной войны, Герой Советского Союза (1945).

## Биография
Александр Позняков родился 16 августа 1919 года в Каменском. Украинец. Окончил десять классов школы и три курса Днепродзержинского металлургического института. В декабре 1939 года Позняков добровольно пошёл на фронт советско-финской войны, воевал в составе добровольческого студенческого лёгкого лыжного батальона. В 1941 году он был призван на службу в Рабоче-крестьянскую Красную Армию. Учился в Днепропетровском артиллерийском училище. С августа 1941 года — на фронтах Великой Отечественной войны. В марте 1942 года окончил училище.
К январю 1945 года гвардии лейтенант Александр Позняков командовал взводом противотанковых орудий 34-й гвардейской мотострелковой бригады 12-го гвардейского танкового корпуса 2-й гвардейской танковой армии 1-го Белорусского фронта. Отличился во время освобождения Польши. 16 января 1945 года, прорвав оборону противника с Магнушевского плацдарма, взвод Познякова продолжил наступление на запад. 20-21 января 1945 года под городом Радзеюв он уничтожил 1 противотанковое орудие и большое количество солдат и офицеров противника, а во время боёв за Иновроцлав — ещё 2 орудия и 2 пулемёта. 27 января 1945 года взвод Познякова уничтожил 1 танк и 1 пулемёт. В конце января взвод успешно захватил и удержал переправу через реку Варта в районе Кюстрина. В тех боях Позняков получил два ранения, но продолжал сражаться.
Указом Президиума Верховного Совета СССР от 27 февраля 1945 года за «мужество, отвагу и героизм, проявленные в борьбе с немецкими захватчиками», гвардии лейтенант Александр Позняков был удостоен высокого звания Героя Советского Союза с вручением ордена Ленина и медали «Золотая Звезда» за номером 5738.
После окончания войны Позняков был демобилизован. Проживал и работал в родном городе, работал в органах государственной безопасности. В 1970 году в звании полковника вышел в отставку. Скончался 5 октября 2004 года.
Был также награждён двумя орденами Отечественной войны 1-й степени, орденами Отечественной войны 2-й степени и Красной Звезды, рядом медалей.